# شقورة (جبل)
شقورة هي سلسلة جبلية من النظام البرياتي في مقاطعة جيان في إسبانيا. سُميَت على اسم المدينة القديمة شقورة ويعطي اسمها لنهر شقورة. أعلى نقطة فيها هي قمة لاس بندرياس التي يبلغ ارتفاعها 1,993 مترًا.
تحيط بهذه السلسلة الجبلية سلاسل جبال الثلج ، وسيرا دي كازورلا، وسيرا دي بازا. يُطلق اسمه على سييرا دي سيجورا كوماركا، وهو قسم إداري يضم عددًا من القرى المنتشرة في جميع أنحاء النطاق.

## منطقة محمية
تُعد منطقة سيرا دي كازورلا منطقة محمية تضم نحو 80% من سلسلة جبال شثورة، بالإضافة إلى سلسلة جبال كازورلا المجاورة وبعض المناطق الجبلية المجاورة.

## طالع أيضًا
- نظام بايتك[الإنجليزية]

## روابط خارجية
- Parque Natural Sierras de Cazorla, Segura y Las Villas
- Turismo Activo en el Parque Natural de las Sierras de Cazorla, Segura y Las Villas